# Johann Bantzkow
Johann Bantzkow, auch: Banskow, Bantscow, Bantschow oder Bandschow, († 18. November 1427 in Wismar) war Kaufmann und Bürgermeister der Hansestadt Wismar.

## Leben
Johann Bantzkow gehörte einer angesehenen Familie des Wismarer Patriziats an. Ab 1410 wird er in mehreren Rezessen der Hanse als Ratsgesandter seiner Heimatstadt genannt.

### Unruhen in Wismar
Zu dieser Zeit brachen Standeskämpfe aus. Die Handwerker unter dem Wollweber Claus Jesup rissen die Macht an sich und setzten den „Alten Rat“ ab, dessen Mitglied Bantzkow war; an seiner Stelle setzten sie 1409 einen 60er-Ausschuss ein. Zwar gelang es dem „Alten Rat“ 1416 vorübergehend, die Regierung wieder zu übernehmen, aber ein Großteil der Bevölkerung verfolgte dessen Politik misstrauisch.
Diese innerstädtischen Unruhen sind zu Beginn des 15. Jahrhunderts für so gut wie alle Städte Norddeutschlands belegt. Ähnliche Machtkämpfe der Handwerksämter gegen die Fernhandelskaufleute gab es auch in den anderen Hansestädten. So hatte auch in Lübeck von 1408 an ebenfalls ein aus Handwerkern und Kaufleuten gebildeter „Neuer Rat“ regiert, bis auf Druck von König Sigismund 1416 die alten Verhältnisse wiederhergestellt wurden.

### Krieg gegen Dänemark
Bereits seit 1410 setzten sich die wendischen Städte mit Dänemark um die von Königin Margarethe I. beschnittenen Privilegien militärisch auseinander. Unter ihrem Nachfolger Erik eskalierte die Lage, weil seine Politik Geldverschlechterung und Handelsbeschränkungen zur Folge hatte. Als 1425 Jordan Pleskow, der stets vermittelnd wirkende Lübecker Bürgermeister, starb, brach im Oktober des folgenden Jahres offener Krieg aus.
Gemeinsam mit seinem Kollegen, dem Ratsherrn Hinrik van Haren, führte Bantzkow 1427 die Wismarer Kriegsschiffe der Flotte der Hanse unter dem Oberbefehl des Lübecker Bürgermeisters Tidemann Steen. Die aus angeblich über 200 Schiffen mit mehreren tausend Mann Besatzung bestehende Flotte konnte jedoch die Kaperung von mit Baiensalz aus Frankreich heimkehrenden Koggen durch dänische Kriegsschiffe nicht verhindern und erlitt zudem am 11. Juli im Strelasund vor Rügen und am 25. Juli im Öresund vor Kopenhagen zwei empfindliche Niederlagen; 36 hansische Schiffe, davon 12 aus Wismar, wurden von den Dänen erobert.
Zurück in Wismar wurden van Haren und Bantzkow Opfer des von Claus Jesup angestachelten Volkszorns. Van Haren wurde ohne Gerichtsurteil unverzüglich hingerichtet, Bantzkow zum Tode verurteilt. Die Urteilsbegründung ging in etwa dahin, dass dieser von den Bürgermeistern zu verantwortende Streit ausschließlich im Interesse des Patriziats und nicht im Interesse der Stadt Wismar und ihrer Bürger begonnen worden sei.
Auch Tidemann Steen wurde in Lübeck des Amtes enthoben und in Ketten gelegt. In Hamburg wurde der Ratsherr Johann Kletze, der die Truppen der Hanse bei Flensburg befehligt hatte, wegen seines abredewidrigen vorzeitigen Angriffs auf die Duburg im Januar 1428 enthauptet. Unruhen gab es zu gleicher Zeit auch in Rostock und Stralsund.

### Hinrichtung und die Folgen

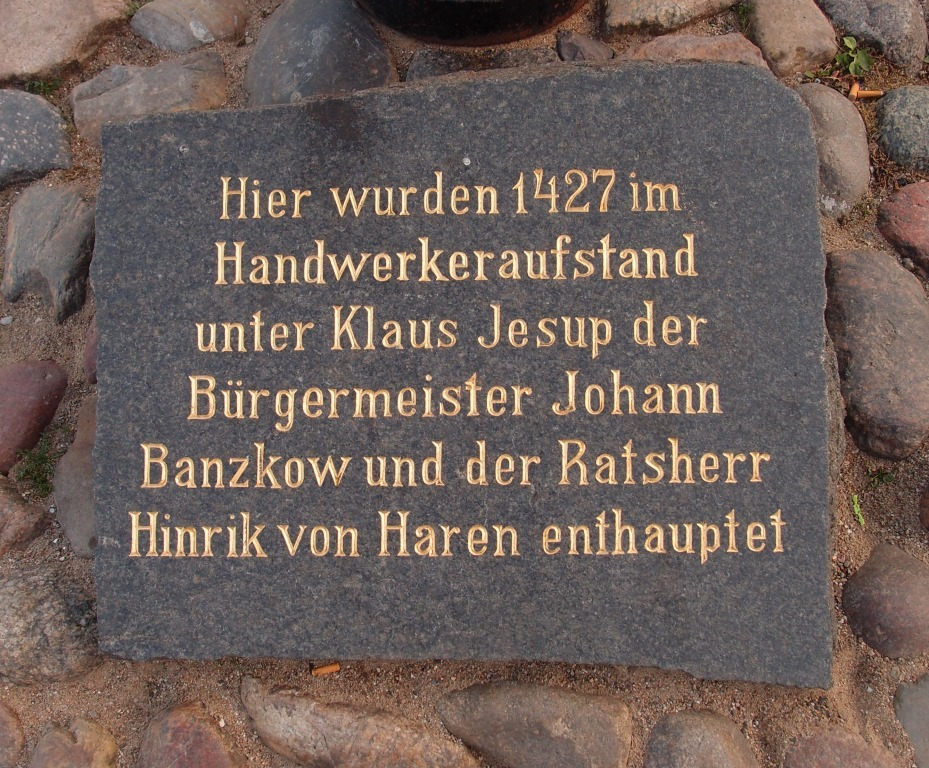
Tafel für Johann Bantzkow auf dem Marktplatz in Wismar

Bantzkows Familie konnte mit Unterstützung des Rates der Stadt Lübeck erreichen, dass die Todesstrafe nicht durch Rädern, sondern durch die als ehrenvoller angesehene Enthauptung mit dem Richtschwert vollstreckt wurde.
Seit Beginn des 14. Jahrhunderts verfügten die alteingesessenen Bantzkows in Wismar über einen Altar sowie eine Familiengruft in der Wismarer Kapelle St. Marien zu den Weiden. In ihr wurde der hingerichtete Bürgermeister beigesetzt.
Zugleich wurde der patrizische Alte Rat erneut abgesetzt und der aus den Aufrührern bestehende Neue Rat von Herzogin Katharina, die für ihren Sohn Heinrich IV. die Regentschaft führte, anerkannt. Claus Jesup wurde Bürgermeister.
Während der Großteil der Familie des Hingerichteten nach Lübeck floh, nahm der älteste Sohn, Johann Bantzkow, die Hinrichtung seines Vaters nicht hin und erreichte, dass sich Kaiser Sigismund des Falles annahm. Dieser verhängte wegen der beiden Todesurteile Reichsacht und Feme über Wismar und seine Bürger. Das Recht wurde im Jahr 1430 mit Waffengewalt durchgesetzt. Der „Alte Rat“ wurde feierlich wieder eingesetzt. Die Familie des Hingerichteten erfuhr Genugtuung und erhielt Schadenersatz, die andere Seite wurde massiv gedemütigt. Als Sühneleistung der Stadt wurde die (ebenfalls nicht erhaltene) Bantzkowsche Sühnekapelle errichtet.
Der Krieg mit Dänemark, der Bantzkow den Kopf gekostet hatte, wurde von den Hansestädten über den Tiefpunkt des Jahres 1427 hinaus als Kaperkrieg fortgeführt, bei dem sie sich nicht scheuten, die Unterstützung der Vitalienbrüder in Anspruch zu nehmen. Erst mit dem Frieden von Vordingborg (1435) konnte der Konflikt zu für die Hanse günstigen Bedingungen beendet werden.